# Ptychamalia dognini
Ptychamalia dognini är en fjärilsart som beskrevs av Louis Beethoven Prout 1922. Ptychamalia dognini ingår i släktet Ptychamalia och familjen mätare. Inga underarter finns listade.